# Cetuna
Cetuna je přírodní památka v katastrálním území Horné Bzince obce Bzince pod Javorinou v okrese Nové Mesto nad Váhom v Trenčínském kraji na Slovensku. Území bylo vyhlášeno v roce 1999 a jeho rozloha je 0,29 hektaru. Předmětem ochrany je slatinná louka na úpatí Velké Javořiny s výskytem pětiprstky hustokvěté (Gymnadenia densiflora), kruštíku bahenního (Epipactis palustris) a suchopýru širolistého (Eriophorum latifolium). Na lokalitě se vyskytuje reliktní měkkýš Vertigo moulisiana.